# 吉川めい
吉川 めい（よしかわ めい、本名：吉川 芽、1980年6月8日 - ）は、日本の東京都出身のヨガインストラクター、モデル。コンセプトスタジオveda（東京・表参道）主宰。adidas Japan契約ヨガトレーナー。

## 略歴
日本国籍のアメリカ系クォーター。日英バイリンガル。母親は日本とアメリカのハーフで、元モデルの岸さおり。
2人の姉もモデルを務める中、自身は14歳の時「装苑」（文化出版）でデビュー。「セブンティーン」（集英社）のレギュラー等を務める。
1998年に国際基督教大学へ進学後、広告、TVレポーターの他、執筆業などで活躍。2002年に卒業。
2001年にヨガと出逢ってからは「アシュタンガヨガ」の第一人者として、日本のヨガの普及、ライフスタイルの向上活動に努めている。
私生活では二児の母。

### ヨガとの出逢い
- 2001年 - アシュタンガヨガと出逢い、渡印を繰り返す。
- 2004年 - インド・マイソールにてアシュタンガヨガ継承者シュリ・K・パタビジョイスに師事。
- 2006年 - バタビジョイスより、日本人女性初の正式指導資格を取得、インド総本山KPJAYI公認アシュタンガヨガインストラクターとなる。その後レベル2を取得。

## 主な活動
1998年　「美少女H」出演。時期不明だが「ポンキッキーズ」にも出演していた。
2003年〜2013年の10年間に渡り雑誌YOGINI（エイ出版社）のカバーモデルを務め、2011年に活動の拠点として東京・表参道に「コンセプトスタジオveda（ヴェーダ）」をオープン。
レギュラークラスの他、国内外におけるヨガのワークショップを開催。
NHK「きれいの魔法」などで執筆、その他ヨガやヘルシーライフに関わるビデオコンテンツ等各種メディアの制作業に携わる。
2015年よりadidas Japan 契約ヨガトレーナー、アンバサダーとして広告モデルを務める他、アディダスヨガのプログラム開発を担当。
全国的にヨガインストラクターの研修にあたる。

## 受賞
- 2016年 - ヨギーニ・オブ・ザ・イヤー（YOGA Journal People’s Award）

## 作品

### 著書
『吉川めいのアシュタンガヨガ基礎レッスン』NHK出版。

### DVD
『ヘルス＆ビューティ ヨガ』『朝昼夜の20分ヨガ』Amazon Records DVD（総監修）

## 出演
- NHK「きれいの魔法」2012年〜2013年
- BSフジ「YOGA TV」2004年
- 日本テレビ「特命リサーチ200X」2000年〜2001年

## 雑誌
- 「YOGINI」（枻出版社）表紙モデル 2003年〜2013年
- 「きれいの魔法」（NHK出版）2012年 Everyday YOGA連載
- 「Seventeen」（集英社）1995年〜1998年レギュラー